# Bibbia dell'Imperatore

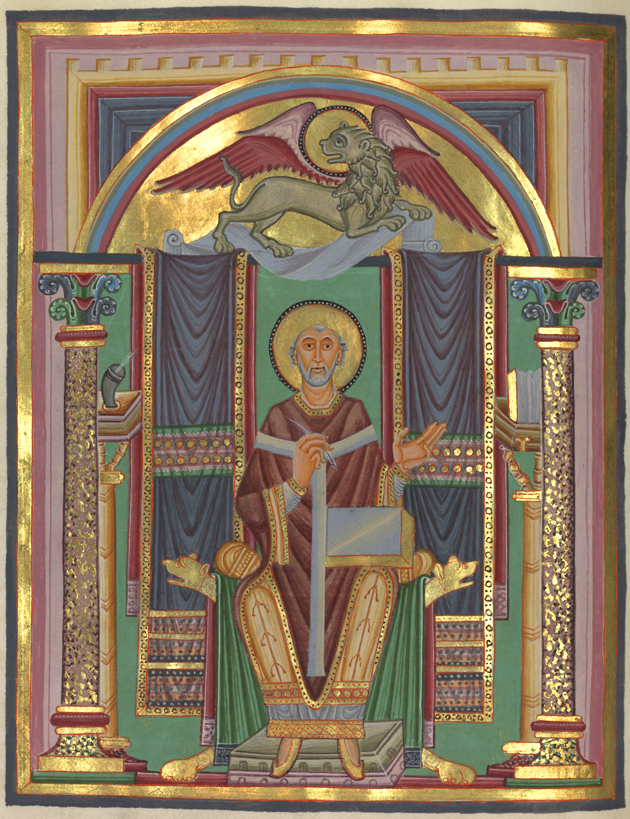
Folio 57v - L'evangelista Marco

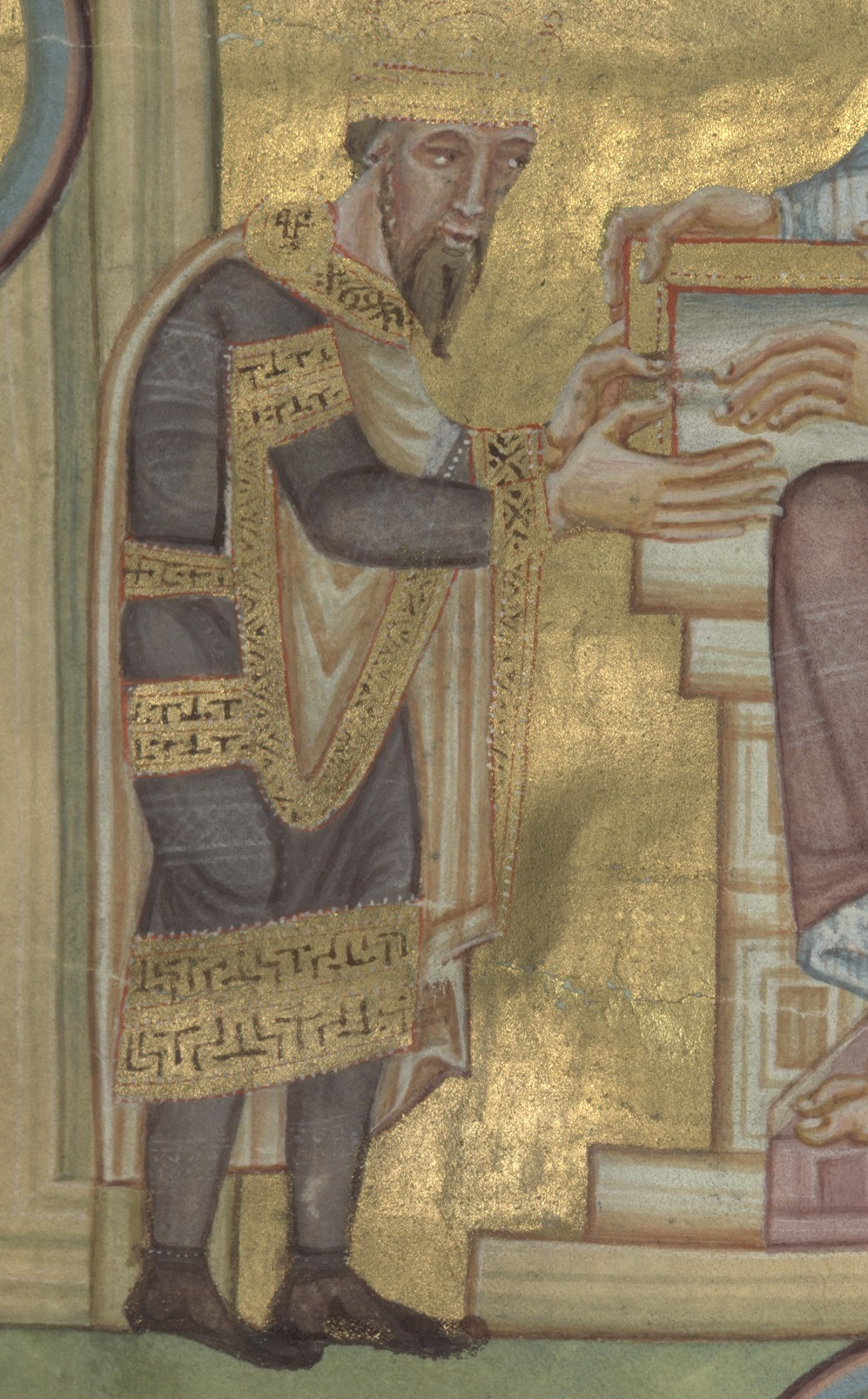
Folio 4r - Particolare di una miniatura che raffigura Enrico III mentre offre il libro all'Apostolo Giuda e a Simone detto "lo Zelota"

La Bibbia dell'Imperatore (Uppsala, UUB ms C 93; svedese: kejsarbibeln), nota anche come Codice Cesareo, Codice Cesareo Upsaliensis o Vangeli di Goslar, è un manoscritto miniato dell'XI secolo attualmente conservato presso la Biblioteca Universitaria di Uppsala, in Svezia. Nonostante il nome, non si tratta di una Bibbia ma di un Evangeliario. Il libro è stato realizzato nello scriptorium dell'Abbazia di Echternach ed è uno dei quattro grandi evangeliari realizzati nell'XI secolo che ci sono pervenuti. Il manoscritto fu commissionato dall'imperatore Enrico III e da lui donato alla cattedrale di Goslar, dove rimase fino alla Guerra dei trent'anni. 
In seguito andò perduto per circa 100 anni. Anche la sua prima copertina, riccamente decorata, andò perduta al più tardi in questo periodo. In seguito il libro tornò in possesso del diplomatico e funzionario svedese Gustavo Celsing il Vecchio. Alla morte del figlio, fu acquisito dall'Università di Uppsala.
Il manoscritto è riccamente decorato con miniature, tra cui le raffigurazioni a tutta pagina dei quattro evangelisti, tavole canoniche miniate e una raffigurazione dell'imperatore che dona il libro ai santi patroni della cattedrale di Goslar. 
È scritto in minuscolo carolingio ed è complessivamente ben conservato.

## Storia
La Bibbia dell'Imperatore fu commissionata da Enrico III, Imperatore del Sacro Romano Impero, e da lui donata alla cattedrale di Goslar. Il libro contiene una miniatura che raffigura l'incoronazione di Enrico e di sua moglie Agnese di Poitou, mentre un'altra miniatura mostra l'imperatore che presenta il libro ai santi patroni della cattedrale, Giuda l'Apostolo e Simone lo Zelota. Ciò indica che il libro fu donato alla chiesa prima della morte dell'imperatore nel 1056 ma dopo la consacrazione della chiesa avvenuta nel 1051.
Il libro fu realizzato nello scriptorium dell'abbazia di Echternach. L'abbazia produceva manoscritti miniati fin dall'VIII secolo ma la sua produzione raggiunse l'apice all'epoca della realizzazione della Bibbia dell'Imperatore nell'XI secolo. 
Si tratta di uno dei quattro grandi evangeliari di Echternach ancora conservati, gli altri sono il Codex Aureus di Echternach (oggi al Germanisches Nationalmuseum di Norimberga, Germania), l'Evangeliario d'oro di Enrico III (oggi custodito a El Escorial, Spagna) e un terzo libro conservato solo parzialmente (oggi alla Bibliothèque nationale de France di Parigi). La Bibbia dell'Imperatore è l'evangeliario più recente di questo gruppo. Tutte le opere si ispirano stilisticamente all'Vangeli di Treviri, realizzato a Echternach poco dopo il 980.
Il libro rimase di proprietà della Cattedrale di Goslar fino alla Guerra dei trent'anni. Le truppe svedesi occuparono la città di Goslar tra il 1632 e il 1634 e durante questo periodo il libro scomparve. Mentre molti libri di valore furono presi dall'esercito svedese come bottino di guerra, è meno probabile che il libro sia stato preso dalle truppe svedesi, dato che la città protestante di Goslar era alleata degli svedesi, anch'essi protestanti. Non si conosce la collocazione del libro per circa 100 anni, ma si sa che nel 1740 era di proprietà del funzionario e diplomatico svedese Gustaf Celsing il Vecchio che era un appassionato collezionista di libri e che personalizzò il libro con il suo nome. Il libro passò poi al figlio Ulric Celsing e, alla sua morte avvenuta nel 1805, fu lasciato in eredità all'Università di Uppsala, dove è tuttora conservato.

## Descrizione
Nonostante il nome, la Bibbia dell'Imperatore non è una Bibbia completa, ma un Evangeliario.Contiene anche la prefazione di Girolamo ai vangeli, brevi prefazioni prima di ogni singolo vangelo, tavole del canone miniate e pericopi, brevi testi utilizzati per feste specifiche. Tutto il testo è stato scritto da un unico scriba nella scrittura nota come minuscola carolingia.  Il libro contiene 159 fogli, ognuno dei quali misura 38 centimetri (15 pollici) per 28 centimetri (11 pollici). I fogli sono realizzati in pergamena di alta qualità e il manoscritto è in genere molto ben conservato.
Il libro è riccamente decorato. Ogni testo evangelico è preceduto da una miniatura a piena pagina che raffigura il rispettivo evangelista con il suo simbolo. Vi sono inoltre altre due miniature a piena pagina. Una raffigura Cristo in cielo che incorona Enrico III e l'imperatrice Agnese. L'altra mostra, come già detto, l'imperatore che presenta il libro ai santi patroni della cattedrale di Goslar. Vi sono inoltre alcune illustrazioni puramente decorative a piena pagina, cinque iniziali decorative che occupano anche intere pagine, e le già citate tavole dei canoni che si protraggono per un totale di 12 pagine intere. A ciò si aggiungono i capolettera ingrandite all'interno del testo, decorate in oro e verde.
Il libro è rilegato in robuste copertine di quercia. Probabilmente in origine erano ricoperte di argento dorato e pietre semipreziose, ma a un certo punto, al più tardi durante la Guerra dei trent'anni, il libro fu privato della sua preziosa copertina e, nel corso del XVII secolo, rilegato in velluto blu. Da allora il velluto è stato rimosso ed è conservato separatamente, insieme ai fermagli d'argento un tempo utilizzati per tenere il libro ben chiuso.